# I Don't Give A
Pistes de MDNA
Superstar
(7) I'm a Sinner
(9)
I Don't Give A est une chanson du 12e album studio de Madonna, MDNA, dont elle est la huitième piste.
La chanson comporte des voix de rap de l’artiste américaine Nicki Minaj. Il a été écrit et produit par Madonna et Martin Solveig, avec des morceaux supplémentaires de Minaj et Julien Jabre.
I Don’t Give A est une chanson électro-funk avec du hip hop électronique syncopé et des rythmes industriels.
Sur le plan lyrique, la chanson parle d’une journée dans la vie de Madonna avec certaines parties dirigées vers son ex-mari, le réalisateur Guy Ritchie, lorsqu’elle chante sur un mariage raté.
La chanson a reçu des critiques généralement favorables de la part des critiques musicaux qui ont loué l’apparence de Minaj et ses paroles personnelles.
Après la sortie de MDNA, la chanson a culminé à la 117e place du Gaon Chart en Corée du Sud.
Madonna a interprété la chanson sur le MDNA Tour comme piste de clôture du premier segment de l’émission.

## Contexte et production
Le manager de Madonna, Guy Oseary, avait contacté Martin Solveig pour savoir s’il serait disponible pour travailler avec le chanteur, ce à quoi il a répondu par l’affirmative. En juillet 2011, la chanteuse invite Solveig à une séance d’écriture à Londres pour son douzième album studio, MDNA.
Cette session a produit trois chansons, dont « I Don’t Give A », Give Me All Your Luvin' et Turn Up the Radio, les deux dernières devenant plus tard des singles officiels de l’album.
Selon le producteur, quelques jours après avoir terminé la composition, Madonna a terminé l’écriture des paroles de « I Don’t Give A ». Solveig a compris que les paroles étaient des références probables à la vie de Madonna et a donc reçu une couverture dans la presse. Cependant, il n’était pas conscient de la signification intérieure derrière les paroles.
Au magazine Billboard, le producteur a expliqué plus en détail : 
« Au début, je pensais que nous allions travailler sur une chanson; c’était le plan initial. Essayons de travailler sur une chanson et de la prendre à partir de là - ne passons pas trop de temps à penser à la légende, et faisons quelque chose qui a du sens. [...] Nous avons fait une chanson et une autre, et nous nous amusions à faire de la musique. Et en fait, c’était une époque très privilégiée. Elle n’était soumise à aucune pression, elle avait du temps à y consacrer; c’était la seule chose sur laquelle elle devait travailler. ».
Dans une interview accordée à Channel V Australia, il a rappelé que les deux ont pu communiquer leurs réflexions sur les pistes qu’ils ont développées, « au niveau organisationnel », accélérant ainsi le processus. Madonna  était complètement impliquée dans l’enregistrement, ce qui a été une surprise pour Solveig, car il s’attendait à ce que le chanteur ne reste pas plus d’une heure ou deux dans le studio d’enregistrement puis parte. Madonna a exprimé ses pensées sur la composition, y compris l’instrumentation à utiliser comme Solveig a ajouté, « à un moment donné, elle a voulu choisir le son d’une caisse claire ou d’un synthé et ce genre de choses. Elle était vraiment dans la session! ». Madonna a répondu aux sentiments en disant qu’elle aimait la façon de travailler de Solveig: « Il est très organisé et méthodique dans sa pensée, donc j’aime son processus de travail ». La chanteuse a également déclaré qu’elle était capable de désapprouver quelque chose qu’elle n’aimait pas sans blesser ses sentiments.
En ce qui concerne le fait que Minaj figure en tant que chanteuse invitée, Madonna a expliqué qu’elle voulait collaborer avec des chanteuses qui, selon elle, avaient un « sens aigu d’elles-mêmes ». Ils étaient timides l’un envers l’autre au début, mais ont pu passer cela et se consacrer aux pistes. Solveig a décrit Minaj comme une "pro" et a rappelé qu’elle a passé du temps avec les chansons et a écrit son couplet de rap et l’a enregistré dans un court laps de temps,.

## Enregistrement et composition

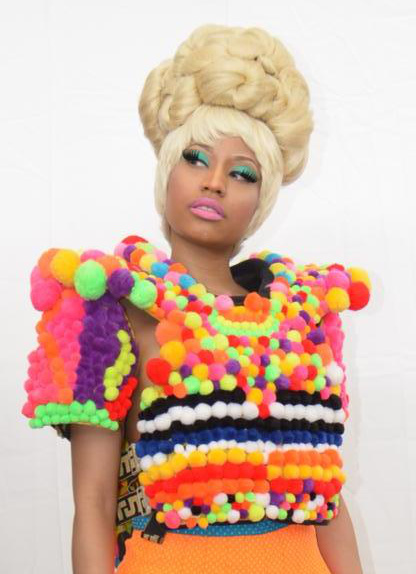
« I Don’t Give A » contient un rap de Nicki Minaj...

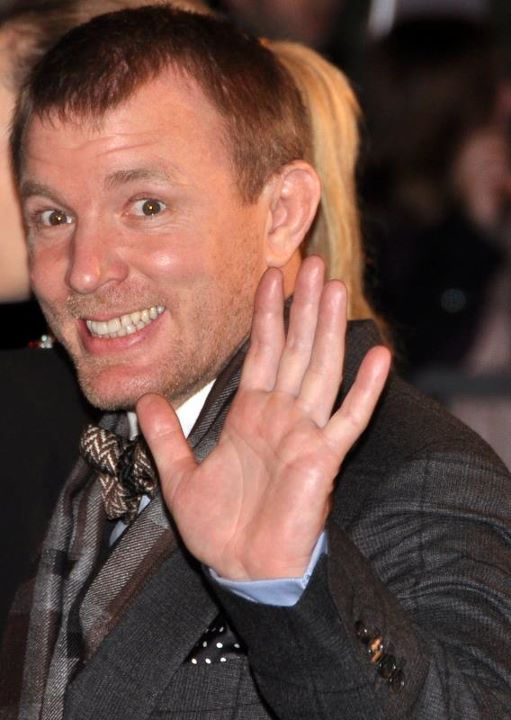
... et des paroles sur l’ex-mari de Madonna, Guy Ritchie

« I Don’t Give A » a été écrit par Madonna, Solveig, Minaj et Julien Jabre. La production a été assurée par Madonna et Solveig, tandis que Minaj a fourni des voix de rap pour le morceau. Il a été mixé par Demacio « Demo » Castellon pour The Demolition Crew, tandis qu’il a été enregistré par Castellon, Philippe Weiss et Graham Archer, avec un enregistrement supplémentaire de Jason « Metal » Donkersgoed, également pour The Demolition Crew.
L’enregistrement a eu lieu aux Sarm West Studios, Londres, Angleterre et MSR Studios, New York, New York. Minaj  est apparue pendant une journée pendant l’enregistrement, terminant son travail dans « I Don’t Give A » ainsi que « Give Me All Your Luvin' ».
Jabre a également fourni des guitares électriques, de la batterie et des synthés, tandis que Solveig a fourni des instruments supplémentaires. Ron Taylor a fait le montage vocal de la piste tandis que Michael Turco a ajouté la musique outro pour The Demolition Crew.
Parmi les autres membres du personnel travaillant sur la chanson, citons Romain Faure et Angie Teo, cette dernière travaillant comme assistante de mixage.
« I Don’t Give A » est une chanson midtempo« pop-flavoured », électro-funk,, avec du hip hop électronique « ballsy » et des beats industriels,. Piste listée d’après les premiers airs de danse dans MDNA, l’ambiance de la chanson est sombre et sombre, avec un chœur Sturm und Drang et soutenu par un orchestre que le critique  du New York Times  Jon Pareles a comparé à la cantatedu compositeur Carl Orff, Carmina Burana. La fin de la chanson consiste en un grand outro, avec des chœurs « grandioses», des cymbales « qui s’écrasent » et des cordes « qui montent »,. Les critiques ont noté que le rap de Madonna dans la chanson est similaire à celui de son single de 2003 "American Life",,.
Lyriquement, « I Don’t Give A » décrit une journée dans la vie de Madonna, avec la chanteuse travaillant sur son emploi du temps. Les couplets pendant le refrain sont représentatifs de la façon dont Madonna avait auparavant ignoré ses détracteurs, choisissant plutôt de l’exprimer avec sa musique avec les lignes, « Je bouge vite, Pouvez-vous suivre mon morceau, Je suis livin' rapide, Et je l’aime comme ça, je fais dix choses à la fois, Et si vous avez un problème, Je ne donne pas un. ». Pendant le pont, les paroles parlent vraisemblablement d’un mariage qui n’a pas fonctionné pour des raisons inconnues: « J’ai essayé d’être une bonne fille / J’ai essayé d’être votre femme / Je me suis diminuée / Et j’ai avalé ma lumière. ». De nombreux critiques sont convenus que la chanson a des paroles assez directes qui semblent viser son ex-mari, le réalisateur Guy Ritchie,. Cependant, lorsqu’on lui a demandé si Ritchie était bien le sujet de la chanson, la représentante de Madonna, Liz Rosenberg, a ajouté que « [Madonna] n’a pas expliqué les paroles et si elles concernent quelqu’un en particulier... [mais] J’apprécie que les gens spéculent. ». La chanson se termine avec Minaj prononçant la dernière ligne: « Il n’y a qu’une seule reine et c’est Madonna. Salope! ».
Brandon Soderberg de Spin, a observé comment la chanson était un récit contre ses « haters », un thème prédominant dans la musique rap. Ceci est énoncé avec les paroles s’adressant à Ritchie et aux tabloïds, ainsi que certains des couplets de Minaj dirigés contre la chanteuse pop Lady Gaga, avec qui Madonna avait été comparée auparavant. Soderberg en a déduit que Madonna avait peut-être remarqué les thèmes changeants de la musique rap, où il était devenu acceptable de se vanter de sa richesse, d’où les paroles avaient plus une ambiance  Sex and the City  avec sa représentation de la « vie assez géniale » de Madonna.

## Réception critique
« I Don’t Give A » a reçu des critiques généralement favorables de la part des critiques musicaux.
- Neal McCormick du Daily Telegraph l’a  qualifié de « point culminant de l’album », écrivant qu'"il y a une réelle énergie dans cette production de Martin Solveig, bien que le rap explosif de Nicki Minaj montre plutôt la prestation plus statique de Madonna »[12].
- Un auteur de Virgin Media a donné à la chanson une note de 4 étoiles sur 5 tout en complimentant le refrain[17].
- Michael Cragg du Guardian  a qualifié « I Don’t Give A » de « brillamment étrange ». Il a fait l’éloge des « rythmes industriels » ainsi que « des chants effrayants et de nulle part [l’apparition de] Minaj ».

- Joel Meares de  Time Out  partageait ce point de vue, ajoutant que le couplet rap de Minaj rappelait l’époque où les propres chansons de Madonna étaient aussi bonnes que le single "Starships" de la première.
- Maura Johnstonde  The Village Voicea également fait l’éloge de Minaj, écrivant que « [Elle] pose quelques rimes qui ne sont en aucun cas les meilleures de son vaste catalogue, mais sa présence soudaine montre que la musique n’est pas la plus grande faiblesse de la chanson. »
- Geneviève Koski de  The A.V. Club  a également considéré la performance de la rappeuse comme « l’une de ses meilleures caractéristiques depuis un certain temps », et meilleure que son inclusion dans le single principal « Give Me All Your Luvin' ».
- Soderberg de Spin décrit la chanson comme une « piste de rap qui positionne Nicki Minaj, comme la subversive pop effrontée dans la tradition de Madonna » et critique le rap de cette dernière, trouvant la voix  faible. Inversement, il appréciait les vers et la prestation vocale de Minaj, les qualifiant d'« spirituels » et de « confiants »[16].
- Keith Caulfield de  Billboard  l’a appelé « une chanson très rat-a-tat-tat »; Il a complimenté la longue partie orchestrale de la piste et l’a qualifiée d'« épique et radicale, mais sort de nulle part »[9].
- Pour Matthew Perpetua de Pitchfork Media, la chanson montrait comment le rap fort de Madonna était mis en scène par Minaj, « qui se transforme en une performance divertissante qui est néanmoins en dessous des normes de ses caractéristiques habituelles »[18].
- Nick Bond du  Sydney Star Observer  a écrit que la chanson n’est « pas sa chanson la plus favorable au GFC», mais a expliqué que « Musicalement, c’est le squib humide qui a été bien fait  par Hard Candy »[6].

## Performance en direct
Madonna a interprété « I Don’t Give A » sur le MDNA Tour en 2012. L’interprétation de la chanson clôturait le premier segment de l’émission connu sous le nom de Transgression, et trouvait Madonna jouant de la guitare tandis que Minaj apparaissait sur les toiles de fond assise sur un trône en train de chanter son couplet.
- Saeed Saeed du The National a félicité Madonna pour « être réapparue une fois de plus triomphante en mode rock star », lors de la performance[19].

- Kat Keogh du Birmingham Mail  a décrit que « La foule était inondée d’une mer de téléphones avec appareil photo alors que Madge attrapait une guitare pour le duo de Nicki Minaj 'I Don’t Give A'. »[20].

- Jon Pareles du New York Times a été mitigé dans sa critique, écrivant que Madonna « a toujours l’air stupide quand, comme elle l’a fait dans 'I Don’t Give A', elle élingue une guitare électrique et fait des visages de rocker-poussin » et trouve étrange que « quelqu’un d’aussi discipliné physiquement ne puisse pas simuler de meilleurs mouvements de guitare »[21].

La performance a été incluse sur le quatrième album live de Madonna, MDNA World Tour.

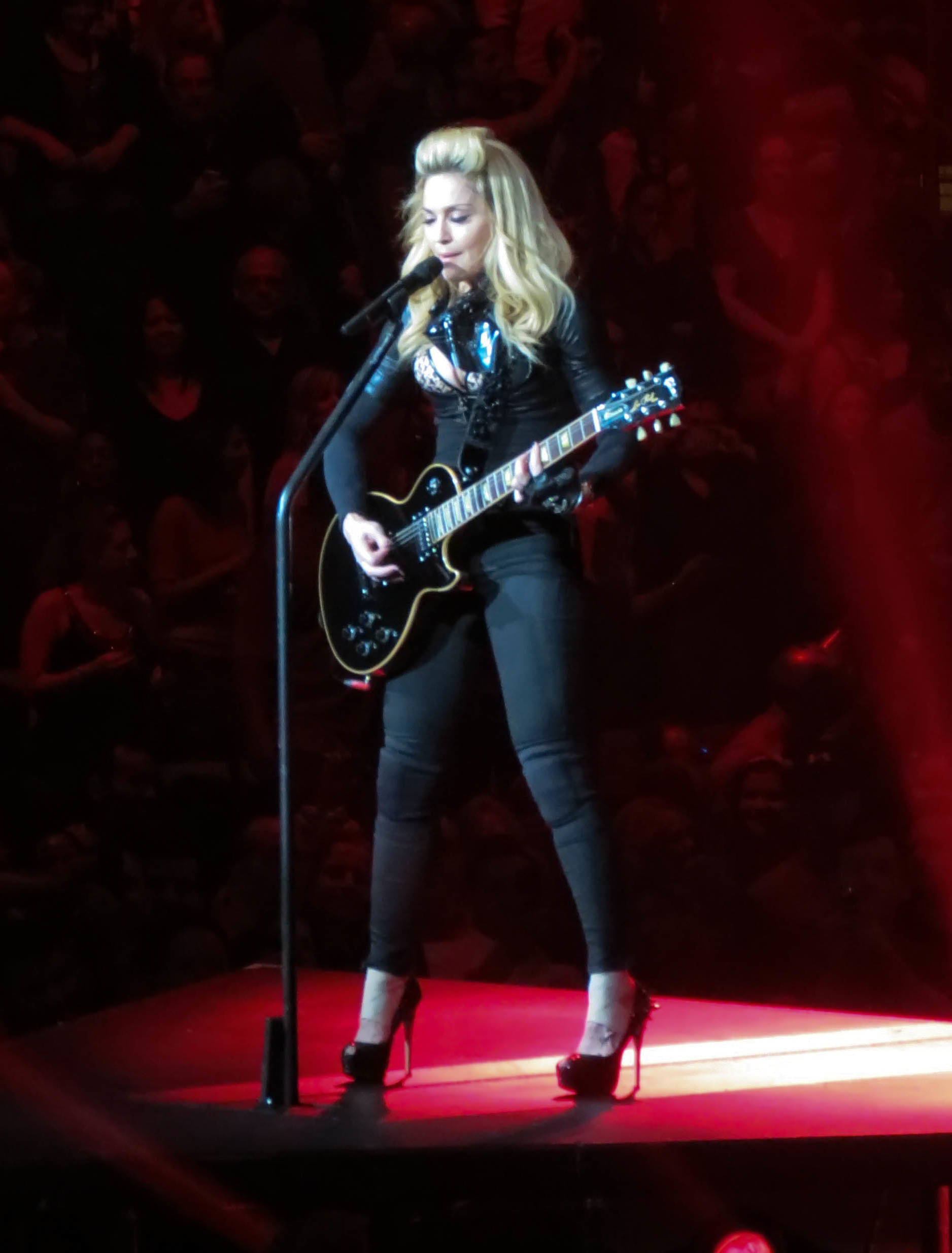
Madonna interprétant I Don't Give A, lors du MDNA Tour

## Crédits et personnel

### Gestion
Nicki Minaj apparaît avec l’aimable autorisation de Young Money Entertainment / Cash Money Records
Webo Girl Publishing, Inc. (ASCAP), EMI Music Publishing France (SACEM), Money Mack Music / Harajuku Barbie Music adm. par Songs of Universal, Inc. (BMI)

### Personnel
- Madonna – chant, auteur-compositeur, producteur
- Martin Solveig – auteur-compositeur, producteur, batterie additionnelle, synthés
- Nicki Minaj – chant invité, auteur-compositeur
- Julien Jabre – auteur-compositeur, guitare électrique, batterie, synthés
- Demacio « Demo » Castellon – enregistrement, mixage pour The Demolition Crew
- Philippe Weiss – enregistrement Graham Archer – enregistrement
- Jason « Metal » Donkersgoed – enregistrement additionnel pour The Demolition Crew
- Ron Taylor – montage vocal
- Romain Faure – synthés additionnels
- Michael Turco – musique outro pour The Demolition Crew
- Angie Teo – assistante mixage

Crédits adaptés des notes de pochette de MDNA.